# دايكي هاتوري
دايكي هاتوري (باليابانية: 服部 大樹) (17 أكتوبر 1987 في كاناغاوا في اليابان – )؛ هو لاعب كرة قدم ياباني سابق كان يلعب كمدافع.

## وصلات خارجية
- دايكي هاتوري على موقع رابطة كرة القدم اليابانية للمحترفين (اليابانية)